# Visions of Social Control
Visions of Social Control: Crime, Punishment and Classification é um livro do sociólogo sul-africano Stanley Cohen, publicado pela editora britânica Polity em 1985. Na obra, Cohen analisa as mudanças ocorridas no trato no controle social, especialmente na repressão ao crime e à delinquência como um todo, especialmente no que diz respeito à classificação de desviantes e nas causas que levaram a isso. Cohen também analisa o que entende como uma dissonância entre o discurso que leva ao controle social e seus feitos.

## Conteúdo da obra

### Dentro do sistema
Cohen parte esta exposição sobre os agentes atuantes no sistema repreensivo, analisando quem são, e como trabalham, personagens como terapeutas, conselheiros sociais, psicólogos, oficiais de condicional, agentes penitenciários e outros. Para o autor, o sistema de controle de desvios tem, na sociedade, uma presença espacial real (prédios, pessoal de apoio e usuários do sistema) onde se pode analisar seu tamanho, densidade, sua identidade e sua penetração, e como isso se traduz no controle comunitário.
Em seu estudo, observa que o sistema repreensivo se expande de forma gradual e intensa, onde seus aparatos se instalam em espaços físicos mais amplos, resultantes numa penetração social muito maior e invisível. Ainda que outros métodos punitivos, não necessariamente corporais, tenham se somado ao modus punitivo, Cohen mostra que suas linhas são conectadas diretamente aos mesmos padrões observados no século XIX; daquele mesmo contrato social de matriz burguesa. Ademais, a análise que este sistema faz do indivíduo se mantém no mesmo termo binário, dividindo os "bons" dos "ruins.

### Depósitos de poder
Os processos de controle de desvios são, hoje, muito menos claros do que eram nos séculos passados. Cohen aponta cinco estruturas de poder, ou discursos, que condensam parâmetros de ação social, com reflexos claros na construção da política criminal. São eles: impulso pelo progresso; conveniência organizacional; contradições ideológicas; interesse profissional; política econômica.
Partindo de tal premissa, a visão de progresso guia a inovação do sistema e sua consequente racionalização. As dinâmicas organizacionais servem como freio à qualquer puro avanço, simbolizam um retraimento em prol do status quo. As diferentes ideologias de controle, com enorme contradições entre si, conflitam seus resíduos em casa intento de avanço. Tal processo também é modulado pelos interesses profissionais, e subsequente demanda de mercado, de maneira a proteger seu modo de operação. A política econômica, por fim, subtrai qualquer outro poder autônomo, onde a finalidade econômica, e seus respectivos agentes, dita os limites possíveis a qualquer mudança.
Neste cenário, qualquer tentativa de controle social deve encontrar um caminho através destes cinco fatores, dando peso relativo a cada um deles, para que de fato se insira na sociedade e se traduza em algo impositivo.

### Histórias de mudanças
Cohen enxerga, ainda, uma discrepância enorme entre discursos e ações quando o objeto é o controle social. Entre as retóricas que, tradicionalmente, orbitam entre valores como comunidade, estado ou comportamento, observa-se um grande distanciamento entre elas e a realidade. Pontua ele, então, a necessidade de não se deixar iludir por esperanças em uma possível sincronização entre ações e palavras.
Aqueles que operam o controle social, em viés de qualquer teoria abstrata, dificilmente conseguem explicar o que eles fazem ou o que está acontecendo. Esta lacuna é preenchida por discursos padronizados, que dignifica o cotidiano de trabalho destes agentes e dá sentido à sua ação. Para o autor, não importa se estes discursos estão corretos ou não, mas sim como eles podem funcionar; algo que traga mais congruência entre palavras e ações e afaste a predominância de contradições que impregnam o sistema.
Em prol de justificar o que se faz, aumentar a confiança e o valor, ou mesmo atender aos interesses de quem neste sistema repreensivo, se constroem falácias de inovações, novas metas, pontos de grande virada e estratégias na guerra contra o crime. O problema, então, é de matiz político, e parte da necessidade de se anunciar mudanças mesmo quando nada de novo acontece. Para o autor, a finalidade política deste intento, de alimentar hipocrisias, perpassa a conveniência de colocar problemas sociais como coisas controláveis – citando a criminalidade, doenças mentais, poluição, alcoolismo e outros – quando, na realidade, não são.
Conclusivamente, Cohen defende a necessidade modelo muito mais solto, flexível, que não seja simplesmente idealista ou materialista, desprovido de rituais e símbolos que buscam criar ilusões ou alimentar as próprias contradições latentes entre o discurso e a realidade.

### Visões da Ordem
O capítulo parte da premissa máxima de que o controle da criminalidade não é um elemento à parte de outros problemas, em esferas maiores, como a crise no liberalismo social, a natureza do poder profissional, concepções sobre a natureza humana ou o embate de ideologias políticas. Existe uma conectividade entre temas, que não deve relegar uma desconstrução do crime como categoria distinta.
Duas utopias competem neste processo. Uma é a da inclusão, que remete à integração e ao controle invisível de uma comunidade aberta. Outra é a da exclusão, que metaforiza o banimento, isolamento, simbolismo dos muros e barreiras que guardam, visivelmente, uma cidade purificada do resto. Cada uma destas imagens motiva políticas reais, escolhas calcadas em outra, fazendo com que estas duas visões se unam em nossa sociedade. Neste sentido, observamos tanto um sistema de inclusão, que rotula e categoriza seus indivíduos, quanto impulsos de descentralização, que criam repreensões em pontos específicos. Por óbvio, vivemos pelo predomínio dos métodos de exclusão, que são ainda mais incisivos sobre os desvios de conduta mais pesados.
Entre utopias, nos parece mais disseminada a ideia de locais isolados habitados por grupos específicos, sendo excluídos destes aqueles cuja conduta representa um desvio junto aos interesses de quem exerce o poder coletivo. Neste sentido, aqueles indivíduos que melhor se enquadram em grupos de risco – pela cor, ideologia, classe social e afins – acabam sendo os melhores candidatos a serem excluídos da maioria, por uma mera questão de paz social através do controle estrito da própria sociedade.

### O que deve ser feito?
Cohen propõe também um tipo de punição mais expressivo e visível, exposta à comunidade, livre de qualquer eufemismo (como o termo tratamento), e que trabalhe em vias de reduzir qualquer dor causada pelo sistema. Para o autor, a medida não é uma grande panaceia, mas uma resposta competente ao puro utilitarismo que se tem usado para a construção criminológica. Aliado a esta visão mais analítica dos sistemas de controle, defende um senso mais pragmático quanto às possibilidades de realizar certos valores; ainda que o sistema como um todo erre em sua construção, alguns ganhos individuais podem ser retirados para a inclusão dos indivíduos desviantes. Cohen aponta também uma necessidade de estruturação social, antes de qualquer apontamento de política criminal, que invista na felicidade e satisfação humana, de maneira a desenvolver valores distintos daqueles propagados em zonas de risco ou de alta criminalidade. Outro ponto de grande destaque é a retomada a Durkheim, para quem a natureza do Estado é o que modula a natureza do controle criminal, logo o crime nada passa de um fato social, e o foco de seu controle deve partir apenas da realização social; algo distante de outros tantos interesses elencados como, por exemplo, o do próprio mercado econômico.